# Джун Маркес Девідсон
Джун Маркес Девідсон (яп. ディビッドソン 純 マーカス, нар. 7 червня 1983, Токіо, Японія) — японський футболіст, що грав на позиції півзахисника.

## Ранні роки
Народився в Токіо в багатонаціональній родині, батько — американець, мати — японка. У 1995 році родина переїхала до каліфорнійського міста Пасадіна, де Джун відвідував середню школу та грав за American Global Soccer School.

## Клубна кар'єра
У серпні 2002 році повернувся до Японії, де підписав свій перший професіональний контракт з клубом «Омія Ардія». Протягом трьох сезонів разом з командою виступав у Джей-лізі 2, а в 2004 році допоміг «Омії» здобути путівку до Джей-ліги 1. Загалом у складі команди у всіх турнірах зіграв 87 матчів та відзачився 2-ма голами. У 2006 році залишив «Омію». 
У 2007 році перебрався до «Альбірекс Ніїгати», але не встиг дебютувати за команду, оскільки відразу ж відправився в оренду спочатку до «Віссел» (Кобе), а потім — до «Консадолє Саппоро». У 2009 році повернувся до «Альбірекс Ніїгати».
У 2010 році повернувся до Сполучених Штатів, підписав контракт з «Кароліна Рейлгоукс» з Другого дивізіону Професіональної ліги USSF. Допоміг Рейлгоукс виграти титул Конференції NASL та вибороти місце в чемпіонську серію Другого дивізіону USSF.
Сезон 2011 року провів у «Токусіма Вортіс» у команді японської Джей-ліги 2. Залишився в клубі протягом одного сезону та грав у 24 матчах чемпіонату, допоміг клубу фінішувати на четвертому місці, але не вистачило трьох очок для підвищення в класі. 18 січня 2012 року підписав контракт із клубом «Ванкувер Вайткепс» з Major League Soccer, з яким возз’єднався із колишнім тренером Мартіном Ренньє. Дебютував за нову команду 10 березня 2012 року в поєдинку проти «Монреаль Імпакт», відіграв два сезони за «Вайткепс». У березні 2014 року підписав контракт з «Кароліна Рейлгоукс» й був призначений капітаном на сезон 2014 року. Отримав нагороду MVP команди після того, як привів клуб до п'ятого місця в Північноамериканській футбольній лізі.
З 2015 року грав за клуб тайської Прем'єр-ліги «Наві» (2015) та клуб United Soccer League «Шарлотт Індепенденс» (2016–2017). Після закінчення сезону 2017 року завершив кар'єру гравця.
Після завершення кар'єри гравця працював тренером академії «Омії» у 2018 році, тренером академії «Гуанчжоу Фулікі» у 2019 році та асистентом тренера «Шицзячжуан Юнчан» у 2020 році.
З лютого 2021 року призначений тренером «Кагосіми Юнайтед» U-15.

## Статистика виступів

### Клубна
| Клубні виступи    | Клубні виступи        | Клубні виступи                      | Ліга  | Ліга | Кубок | Кубок | Кубок ліги | Кубок ліги | Загалом | Загалом |
| Сезон             | Клуб                  | Ліга                                | Матчі | Голи | Матчі | Голи  | Матчі      | Голи       | Матчі   | Голи    |
| ----------------- | --------------------- | ----------------------------------- | ----- | ---- | ----- | ----- | ---------- | ---------- | ------- | ------- |
| 2002              | «Омія Ардія»          | Джей-ліга 2                         | 0     | 0    | 0     | 0     | -          | -          | 0       | 0       |
| 2003              | «Омія Ардія»          | Джей-ліга 2                         | 7     | 0    | 0     | 0     | -          | -          | 7       | 0       |
| 2004              | «Омія Ардія»          | Джей-ліга 2                         | 17    | 1    | 1     | 1     | -          | -          | 18      | 2       |
| 2005              | «Омія Ардія»          | Джей-ліга 1                         | 30    | 0    | 4     | 0     | 8          | 0          | 42      | 0       |
| 2006              | «Омія Ардія»          | Джей-ліга 1                         | 20    | 0    | 0     | 0     | 0          | 0          | 20      | 0       |
| Загалом           | Загалом               | Загалом                             | 74    | 1    | 5     | 1     | 8          | 0          | 87      | 2       |
| 2007              | «Альбірекс Ніїгата»   | Джей-ліга 1                         | 0     | 0    | 0     | 0     | 0          | 0          | 0       | 0       |
| Загалом           | Загалом               | Загалом                             | 0     | 0    | 0     | 0     | 0          | 0          | 0       | 0       |
| 2007              | «Віссел» (Кобе)       | Джей-ліга 1                         | 10    | 0    | 1     | 0     | 0          | 0          | 11      | 0       |
| Загалом           | Загалом               | Загалом                             | 10    | 0    | 1     | 0     | 0          | 0          | 11      | 0       |
| 2008              | «Консадолє Саппоро»   | Джей-ліга 1                         | 17    | 0    | 1     | 0     | 2          | 0          | 20      | 0       |
| Загалом           | Загалом               | Загалом                             | 17    | 0    | 1     | 0     | 2          | 0          | 20      | 0       |
| 2009              | «Альбірекс Ніїгата»   | Джей-ліга 1                         | 8     | 0    | 0     | 0     | 2          | 0          | 10      | 0       |
| Загалом           | Загалом               | Загалом                             | 8     | 0    | 0     | 0     | 2          | 0          | 10      | 0       |
| 2010              | «Кароліна Рейлгоукс»  | Д2 Про ліги USSF                    | 23    | 1    | -     | -     | 3          | 0          | 26      | 1       |
| Загалом           | Загалом               | Загалом                             | 23    | 1    | -     | -     | 3          | 0          | 26      | 1       |
| 2011              | «Токусіма Вортіс»     | Джей-ліга 2                         | 24    | 0    | 1     | 0     | -          | -          | 25      | 0       |
| Загалом           | Загалом               | Загалом                             | 24    | 0    | 1     | 0     | -          | -          | 25      | 0       |
| 2012              | «Ванкувер Вайткепс»   | Major League Soccer                 | 24    | 0    | 2     | 0     | 0          | 0          | 26      | 0       |
| 2013              | «Ванкувер Вайткепс»   | Major League Soccer                 | 26    | 0    | 2     | 0     | -          | -          | 28      | 0       |
| Загалом           | Загалом               | Загалом                             | 50    | 0    | 4     | 0     | 0          | 0          | 54      | 0       |
| 2014              | «Кароліна Рейлгоукс»  | Північноамериканська футбольна ліга | 25    | 0    | 4     | 1     | -          | -          | 29      | 1       |
| Загалом           | Загалом               | Загалом                             | 25    | 0    | 4     | 1     | -          | -          | 29      | 1       |
| 2015              | «Наві»                | Прем'єр-ліга Таїланду               | 32    | 1    | 0     | 0     | 0          | 0          | 32      | 1       |
| Загалом           | Загалом               | Загалом                             | 32    | 1    | 0     | 0     | 0          | 0          | 32      | 1       |
| 2016              | «Шарлотт Індепенденс» | United Soccer League                | 30    | 2    | 1     | 0     | -          | -          | 31      | 2       |
| 2017              | «Шарлотт Індепенденс» | United Soccer League                | 24    | 0    | 1     | 0     | -          | -          | 25      | 0       |
| Загалом           | Загалом               | Загалом                             | 54    | 2    | 2     | 0     | -          | -          | 56      | 2       |
| Усього за кар'єру | Усього за кар'єру     | Усього за кар'єру                   | 317   | 5    | 18    | 2     | 15         | 0          | 350     | 7       |